# Lorenzo Buffon
Lorenzo Buffon (ur. 19 grudnia 1929 r. w Majano) – włoski piłkarz grający na pozycji bramkarza. 16-krotny reprezentant Włoch.
Buffon grał w A.C. Milan, Genoi, Interze Mediolan oraz Fiorentinie. Łącznie w spotkaniach Serie A wystąpił 376 razy. Największe sukcesy osiągnął w zespole Milanu. Zdobył z tym klubem 4 tytuły mistrza Włoch - w latach 1951, 1955, 1957 i 1959. W reprezentacji zadebiutował 9 listopada 1958 roku w meczu przeciwko Francji (mecz zakończył się wynikiem 2:2). W 1962 zagrał na mistrzostwach świata w Chile. W latach 1960–1962 był kapitanem włoskiego zespołu.
Obecnie Buffon jest poszukiwaczem młodych talentów dla juniorskich zespołów Milanu.
Lorenzo jest kuzynem dziadka bramkarza Gianluigiego Buffona.